# Macropholidus ataktolepis
Macropholidus ataktolepis — вид ящірок родини гімнофтальмових (Gymnophthalmidae). Ендемік Перу.

## Поширення й екологія
Macropholidus ataktolepis відомі з типової місцевості, що лежить за 3 км на південний захід від Контумаси в регіоні Кахамарка, на висоті 2400 м над рівнем моря. Вони живуть у високогірних чагарникових заростях, серед каміння. Ведуть денний спосіб життя.